# Robert Guyn McBride
Robert Guyn McBride (Tucson, 20 februari 1911 – 1 juli 2007) was een Amerikaans componist, muziekpedagoog, arrangeur, hoboïst, althoboïst, klarinettist, saxofonist en pianist.

## Levensloop
McBride kreeg al vroeg muziekles voor houtblaasinstrumenten (hobo, althobo, klarinet en saxofoon) alsook voor piano en speelde deze instrumenten in jazzensembles en in schoolorkesten. Hij was ook hoboïst en althoboïst in het Tucson Symphony Orchestra. Zijn muziekstudies begon hij aan de Universiteit van Arizona in Tucson bij onder anderen Otto Luening (compositie en behaalde zijn Bachelor of Music in 1933. Aan dezelfde universiteit behaalde hij in 1935 ook zijn Master of Music. 
Hij werd in 1935 docent voor muziektheorie en instructeur voor houtblaasinstrumenten aan het Bennington College in Bennington, waar hij ook zijn vrouw kennen leerde en later huwde. In zijn functie als docent in Bennington bleef hij tot 1946. In 1941 maakte hij een concertreis door Zuid-Amerika met het League of Composers Woodwind Quintet. In 1945 vertrok het jonge gezin naar New York, waar hij als componist vooral voor de filmindustrie en televisiemaatschappijen werkzaam was. Voor Triumph Films schreef hij muziek voor de films Farewell to Yesterday (1950), The Man with My Face (1951) en Garden of Eden (1954). Zijn Prelude to a Tragedy werd 1935 door het New York Philharmonic en in 1936 door het Work Projects Administration (W.P.A.) Orchestra San Francisco uitgevoerd. 
In 1957 werd hij docent voor compositie aan zijn alma mater, de Universiteit van Arizona in zijn geboorteplaats. In 1976 ging hij met pensioen. 
Als componist schreef hij werken voor verschillende genres, werken voor orkest, harmonieorkest, muziektheater, jazzensembles, vocale muziek, kamer- en filmmuziek. In 1937 ontving hij een studiebeurs van de Guggenheim Foundation en in 1942 een prijs van de American Academy of Arts and Letters voor het schrijven van een nieuw idioom en zijn expressie in moderne Amerikaanse muziek. Hij arrangeerde in 1953 de Second rhapsody van George Gershwin voor piano en orkest.

## Composities

### Werken voor orkest
- 1935 Fugato on a Well-known Theme
- 1935 Mexican Rhapsody, voor orkest[3]
- 1935 Prelude to a Tragedy, voor orkest
- 1940 Swing Stuff, voor klarinet en orkest
- 1942 Stuff in G
- 1955 Workout, voor kamerorkest
  1. Go Choruses
  2. Sweet
  3. Fast Swing
- 1956 Pumpkin-eater's little fugue, voor strijkorkest (in 1964 bewerkt voor orkest)
- 1960 Panorama of Mexico, voor orkest
- 1968 March of the Be-hops
- 1975 Variety Day - A Violin Concerto, voor viool en orkest[4]
  1. Sock 10-G: Allegro
  2. Lush Pix Wix: Lento
  3. B.O. Hypo: Allegro
- Concert, voor saxofoons en orkest
- Lament for the Parking Problem
- Open Strings & A Few Fingers, voor jeugd-strijkorkest

### Werken voor harmonieorkest
- 1945-1946 Sherlock Holmes Suite
- 1950 Hollywood Suite
- 1961 Mexican Rhapsody, bewerkt voor harmonieorkest door F. Kelly James
- 1962 Hill-County Symphony
- 1963 Country Music Fantasy
- 1971 The Gentle Jangle
- 1977 Sportmusic
- 1978 Copycat March
- Fugato on a Well-known Theme, bewerkt voor harmonieorkest door Robert W. Ross
- Sunday in Mexico

### Muziektheater

#### Balletten
| Voltooid in | titel              | aktes | première                                    | libretto | choreografie  |
| ----------- | ------------------ | ----- | ------------------------------------------- | -------- | ------------- |
| 1937        | Show Piece         |       | 1937, Ballet Caravan                        |          |               |
| 1941        | Punch and the Judy |       | 1941, Bennington, Summer School of the Arts |          | Martha Graham |

### Kamermuziek
- 1936 Fugue, voor strijkkwartet
- 1941 Jam Session, voor blaaskwintet
- 1947 Kwintet, voor hobo en strijkkwartet
- 1948 Variety Day - A Violin Concerto, voor viool en piano
- 1952 Aria and Toccata in Swing, voor viool en piano
- 1952 Parking on the Parkway, voor althobo en piano
- 1970 Way out, but not to far, voor eufonium en piano
- Boogie, voor altsaxofoon en piano
- In the Groove, voor dwarsfluit en piano
- Let-down, voor althobo en piano
- Shut Up, Mockingbird, voor 4 piccolo's
- The world is ours uit de muzikale komedie "Life is so Beautiful", voor altsaxofoon en piano
- Wise-apple five, voor klarinet, 2 violen, altviool en cello

### Werken voor piano
- 1951 Harlem square dance
- 1957 School bus (stop)
- 1957 Tall-in-the-saddle

### Werken voor klavecimbel
- 1938 Harpsipatrick Serenade
- 1938 Patriharpsick Serenade

### Filmmuziek
- 1950 Farewell to Yesterday
- 1951 The Man with My Face
- 1951 Professor Moriarty
- 1954 Garden of Eden
- 1956 Rodney